# شل کمیکالز
شل کمیکالز (به انگلیسی: Shell Chemicals) بازوی صنایع پتروشیمی شرکت شل ‌پی‌ال‌سی است، که در زمینه تولید مواد شیمیایی و فراورده‌های پتروشیمی فعالیت می‌کند. این زیرمجموعه در عمل، از ۷۰ شرکت تابعه و زیرمجموعه تشکیل شده است و هم‌اکنون یکی از ۱۰ شرکت برتر در صنایع پتروشیمی جهان محسوب می‌شود.
شرکت شل کمیکالز در سال ۱۹۲۹ در شهر لس آنجلس، کالیفرنیا، ایالات متحده آمریکا و توسط شل یواس‌ای، که شعبه ایالات متحده شرکت شل به‌شمار می‌آید، راه‌اندازی شد.
این زیرمجموعه اکنون دارای ۸ کارخانه تولید محصولات شیمیایی و پتروشیمیایی در کشورهای بریتانیا، ایالات متحده آمریکا، سنگاپور، کانادا و هلند است، همچنین دارای ۵ کارخانه تولیدی، با مشارکت شرکت‌های اکسان‌موبیل، سابک، باسف، قطر پترولیوم و شرکت ملی نفت چین می‌باشد.
دفتر مرکزی این شرکت در شهر هیوستون (تگزاس) مستقر می‌باشد.